# NGC 2612
NGC 2612 est une galaxie lenticulaire vue par la tranche et située dans la constellation de l'Hydre. NGC 2612 a été découverte par l'astronome britannique John Herschel en 1836.

## Caractéristiques
Sa vitesse par rapport au fond diffus cosmologique est de 1 921 ± 28 km/s, ce qui correspond à une distance de Hubble de 28,3 ± 2,0 Mpc (∼92,3 millions d'al).